# Simone di Cirene
Simone di Cirene, detto anche il Cireneo, è l'uomo che, secondo tre dei quattro Vangeli, fu chiamato dai soldati romani ad aiutare a trasportare la croce di Gesù, durante la salita al Golgota per la crocifissione.

## Nel Nuovo Testamento
Gesù, duramente provato dalla flagellazione e dagli altri tormenti, non era più in grado di proseguire.
I Vangeli non forniscono ulteriori informazioni sul Cireneo, solo che era "padre di Alessandro e Rufo".

Si ravvisa una discordanza tra quanto affermato dai vangeli sinottici e quanto invece riferito dal Vangelo di Giovanni; viene infatti precisato nei sinottici che,  finito il processo, la croce viene subito data da portare a Simone di Cirene,  all'uscita del praetorium: 
 invece, secondo Giovanni, la croce è portata da Gesù dalla partenza fino al Golgota 
Gli esegeti curatori del cattolico Nuovo Grande Commentario Biblico - nel precisare che "Giovanni non riporta nessuno degli episodi avvenuti durante il tragitto verso il luogo della crocifissione, contenuti negli altri vangeli" - spiegano tali discrepanze  supponendo che l'evangelista non fosse a conoscenza di tale tradizione o, a livello teologico, che Giovanni "scelse di far portare la croce a Gesù per significare che egli aveva ancora il pieno controllo del proprio destino".

## Gnosticismo
Nella tradizione gnostica Simone di Cirene viene crocifisso al posto di Gesù, che sfugge all'esecuzione.

## Archeologia
Nel 1941 nella valle del Cedron, a Gerusalemme, è stato ritrovato un ossario risalente al I secolo d.C. e contenente le spoglie di una famiglia originaria di Cirene. È citato, in particolare, il nome di "Alessandro di Cirene, figlio di Simone". Considerato che Cirene è una località molto distante da Gerusalemme e che Alessandro era  allora un nome poco diffuso nella comunità ebraica, gli studiosi ritengono plausibile l'ipotesi che l'ossario ospiti i resti della famiglia di Simone il Cireneo, che il Vangelo secondo Marco identifica come "padre di Alessandro e Rufo".

## Culto

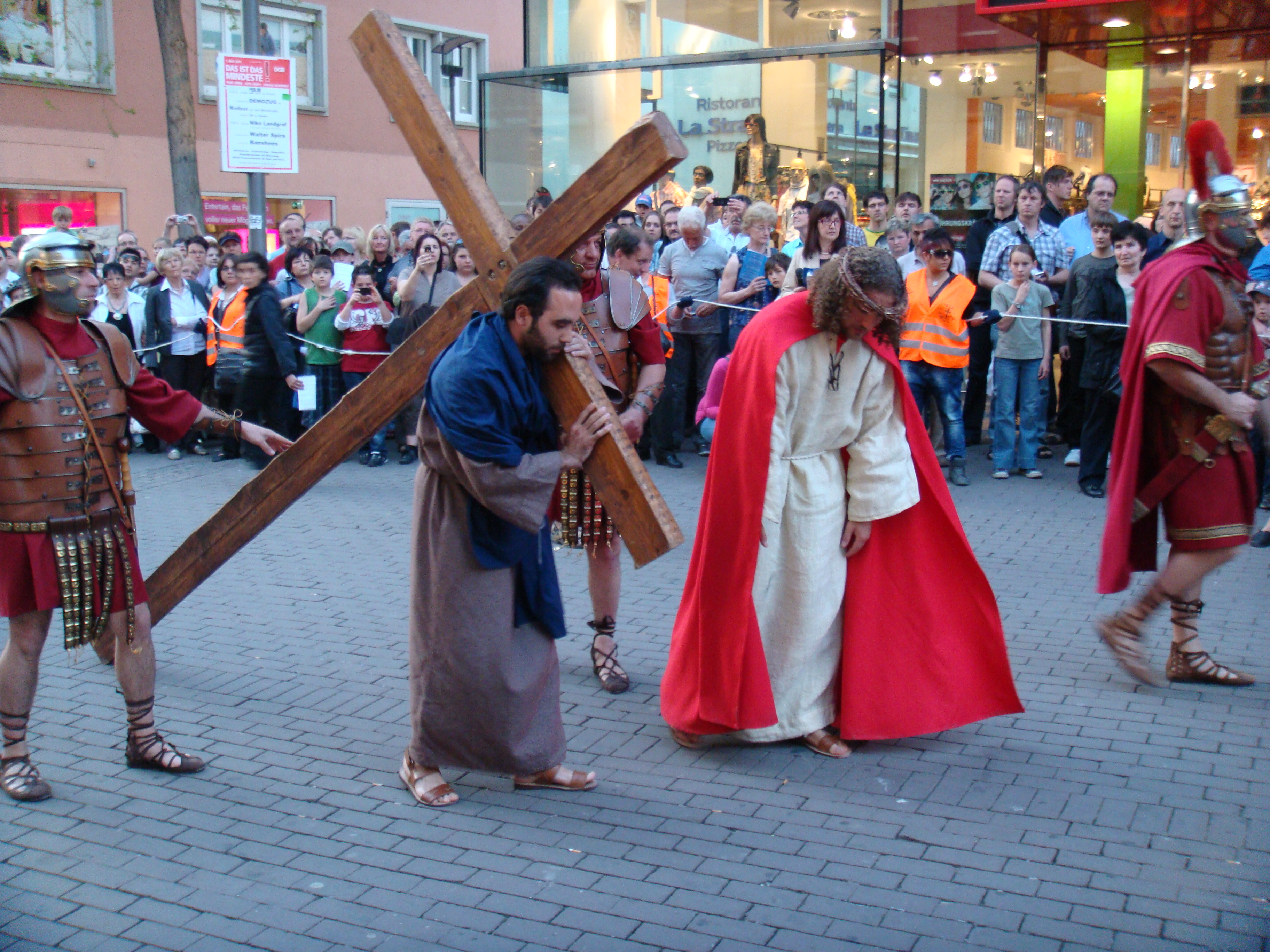
Simone di Cirene, Venerdì Santo 2011, Missione cattolica italiana di Ulma

Simone di Cirene non è incluso nel Martirologio Romano.
L'incontro di Gesù con il Cireneo viene ricordato nella quinta stazione della Via Crucis. Il santuario principale a lui dedicato è la Cappella di Simone di Cirene a Gerusalemme.

## Nella cultura di massa
Il Cireneo, per questo suo gesto, è passato alla storia come la solidale figura di colui che sorregge positivamente fatiche altrui. In ogni caso, nell'uso comune, col termine "cireneo" si indica una persona che volente o nolente, si carica del peso di qualcun altro.